# Гі Муміну
Гі Муміну (фр. Guy Mouminoux; 13 січня 1927, Париж — 11 січня 2022) — французький художник коміксів і письменник. Відомий під псевдонімами Муміну, Димітрій та Гі Заєр. Учасник Другої світової війни, оберєфрейтор вермахту.

## Біографія
Народився в Парижі, виріс в Ельзасі. У 1940 році Ельзас був окупований нацистською Німеччиною і через кілька місяців, після капітуляції Франції, приєднаний до Рейху. У 1942 році Мумина був мобілізований до вермахту, де служив під прізвищем матері-німкені Заєр (нім. Sajer). Пізніше він говорив в інтерв'ю:
Коли Ельзас, де я жив, анексувала Німеччина, мені було 13 років. З молодіжного табору в Страсбурзі я перебрався в такий же табір в Келі, в Німеччині. Служити в організації «Трудова повинність», воєнізованої, але не збройної, було не дуже почесно. Ми мріяли стати справжніми солдатами, нічого не знаючи про війну. Цілком природно, що я опинився в вермахті. І що б ви від мене хотіли? Інакше мене розстріляли б як дезертира.
Гі Заєр воював на Східному фронті - спочатку в 19 роті невідомого підрозділу у військах тилового забезпечення, потім в складі дивізії «Велика Німеччина». Учасник Третьою битви за Харків, Білгородсько-Харківської операції, Битви за Дніпро, оборони Бобруйська і боїв у Східній Пруссії.
У Франції, однак, Гі Муміну більше відомий як художник, автор численних коміксів, що публікуються з початку 1960-х роках в провідних журналах коміксів: «Cœurs Vaillants», «Fripounet», «Charlie Mensuel» та ін. Як художник Муміну зазвичай підписується псевдонімом Дмитро (фр. Dimitri). Російська тема займає велике місце в творчості Муміну: зокрема, йому належить комікс «Бездоріжжя» (фр. Raspoutitsa; 1989) про долю німецького солдата, взятого в полон під Сталінградом, серія з 16 випусків «Гулаг» (фр. Le Goulag; з 1978 г.), що зображає СРСР і Росію в сатиричному ключі, та інші твори.

### Книги
Два з половиною роки служби, що закінчилися для нього здачею в полон американцям в 1945 році, були описані Гі Муміну в книзі «Забутий солдат» (фр. Le Soldat oublié; 1967), опублікованій за підписом Гі Заєр. Ця книга багато разів перевидавалася, перекладена на різні мови, в тому числі і на російську, і вважається яскравим свідченням про будні німецької армії, побут і звичаї німецьких солдатів. Переклад книги на російську мову містить багато помилок та неточностей.
Деякі з видань книги:
- Le soldat oublié (1967) ISBN 2-221-03739-1
- Denn dieser Tage Qual war groß. Stuttgart Hamburg, DBB 1969.
- Der vergessene Soldat. Aachen, Helios 2016. ISBN 978-3-86933-146-1
- Ги Сайер. Последний солдат Третьего рейха. - Москва, Издательство Центрполиграф, 2016 - ISBN 978-5-227-07032-6

### Комікси
- Bonaparte CCCP 1 – Endstation Gulag (comicplus+, 1990)
- Bonaparte CCCP 2 – Am Arsch der Welt (comicplus, 1990)
- Auf Feindfahrt 1 (Splitter Verlag, 1991)
- Unter der Flagge des Zaren (Kult Editionen, 1995)
- Kursk : tourmente d'acier by Dimitri (2000) ISBN 2-7234-3264-5